# Christmas Time Is in the Air Again
Christmas Time Is in the Air Again è una canzone della cantautrice statunitense Mariah Carey, tratta dall'album Merry Christmas II You. Il singolo è stato pubblicato il 26 novembre 2012.
Il singolo ha raggiunto la numero 1 in Sud Corea.